# The Daily Targum
The Daily Targum est un quotidien du matin  américain publié à New Brunswick et dans l'université Rutgers au New Jersey depuis 1867.